# Чудей
Чудей — село в Україні, в Чернівецькій області, Чернівецькому районі. Центр Чудейської сільської громади.

## Географія
Через село тече річка Чудей, права притока Серетелі.
На північному заході від села бере початок річка Миндра, права притока Малого Серету.

## Історія
Поселення відоме з 1707 року. У XIX столітті, під владою Австро-Угорської імперії, Чудей (Чудин) мав статус торгового містечка (Marktgemeinde) в Сторожинецькому повіті Герцогства Буковини. Містечко мало власну печатку з гербом: на срібному тлі олень натуральної барви з чорними рогами й копитами.
За переписом 1900 року в містечку «Чудин» був 531 будинок, де проживали 2594 мешканці (45 українців, 1706 румунів, 806 німців, 17 поляків і 10 росіян-липованів).
Містечко було кінцевою станцією 22,5 км гілки вузькоколійної залізниці Буковинської локальної залізниці, відкритої 15 жовтня 1908 р. Один з паротягів залізниці BLB Cv 1-4 отримав назву Чудин (Czudin).
7 вересня 1946 р. Чудей перейменували на Межиріччя і Чудейську сільську Раду — на Межиріцьку

## Населення

### Мова
Розподіл населення за рідною мовою за даними перепису 2001 року:
| Мова            | Кількість | Відсоток |
| --------------- | --------- | -------- |
| румунська       | 4330      | 82.24%   |
| українська      | 714       | 13.56%   |
| російська       | 207       | 3.93%    |
| польська        | 6         | 0.11%    |
| болгарська      | 1         | 0.03%    |
| інші/не вказали | 7         | 0.13%    |
| Усього          | 5265      | 100%     |

## Постаті
- Леонтій Ілля Корнелійович (1975—2014) — старший солдат Збройних сил України, учасник російсько-української війни:
- Полянська (Кобзар) Оксана Степанівна (нар. 16 квітня 1955,  Межиріччя) — доктор медичних наук, професор, р. Працювала деканом факультету післядипломної освіти та завідувачем кафедри Буковинського державного медичного університету. Автор 600 друкованих робіт, 3 підручників, 6 посібників. Голова ГО фізичної та реабілітаційної медицини. Має нагороди: Почесні грамоти МОЗ України, Чернівецької обласної адміністрації, Департаменту охорони здоров'я Чернівецької обласної адміністрації та Буковинського державного медичного університету. Учасник багатьох міжнародних та Всеукраїнських науково-практичних конференцій.